# Neuilly-Saint-Front
Neuilly-Saint-Front är en kommun i departementet Aisne i regionen Hauts-de-France i norra Frankrike. Kommunen ligger  i kantonen Neuilly-Saint-Front som ligger i arrondissementet Château-Thierry. År 2022 hade Neuilly-Saint-Front 1 980 invånare.

## Befolkningsutveckling
Antalet invånare i kommunen Neuilly-Saint-Front
Referens: INSEE